# Felipe Massa
Felipe Massa [fiˈlipi ˈmasɐ] (* 25. April 1981 in São Paulo) ist ein brasilianischer Automobilrennfahrer. Er startete von 2002 bis 2017 in der Formel 1 und wurde 2008 Vizeweltmeister. Von 2006 bis 2013 stand Massa bei Ferrari unter Vertrag. Ab 2014 fuhr er für Williams. Massa ging von 2018 bis 2020 in der FIA-Formel-E-Meisterschaft für Venturi an den Start.

## Karriere

### Anfänge im Motorsport (1990–2001)
Im Alter von neun Jahren begann Massa seine Motorsportkarriere im Kartsport. 1998 wechselte er in den Formelsport und wurde Fünfter der brasilianischen Formel Chevrolet. 1999 blieb er in dieser Serie und entschied die Meisterschaft mit drei Siegen aus zehn Rennen für sich.
2000 wechselte Massa nach Europa, wo er bei Cram Competition ein Cockpit für den Formel Renault 2000 Eurocup und die italienische Formel Renault erhielt. Er nahm in beiden Serien an acht Rennen teil und entschied in beiden Meisterschaften die Fahrerwertung für sich. Im Formel Renault 2000 Eurocup setzte er sich mit 140 zu 124 Punkten gegen Charles Zwolsman jr. durch, in der italienischen Formel Renault war er punktgleich mit Raffaele Giammaria. Da er mit vier Siegen zwei Rennen mehr als Giammaria gewonnen hatte, entschied Massa das Titelduell für sich. Giammaria hatte zwei Rennen mehr als Massa absolviert.
2001 erhielt Massa ein Cockpit beim Draco Junior Team in der Euro Formel 3000. Er entschied sechs von acht Rennen für sich und gewann die Meisterschaft. Mit 60 zu 32 Punkten hatte er fast doppelt so viel Punkte als der zweitplatzierte Thomas Biagi erzielt. Darüber hinaus nahm er 2001 für das von N.Technology betreute Alfa-Romeo-Werksteam an zwei Veranstaltungen der Tourenwagen-Europameisterschaft teil. Dabei war ein fünfter Platz sein bestes Resultat. Am Jahresende absolvierte Massa für Sauber zudem seine ersten Testfahrten in einem Formel-1-Auto.

### Formel 1 (2002–2017)

#### Debüt mit Sauber und ein Jahr Testfahrer bei Ferrari (2002–2003)
2002

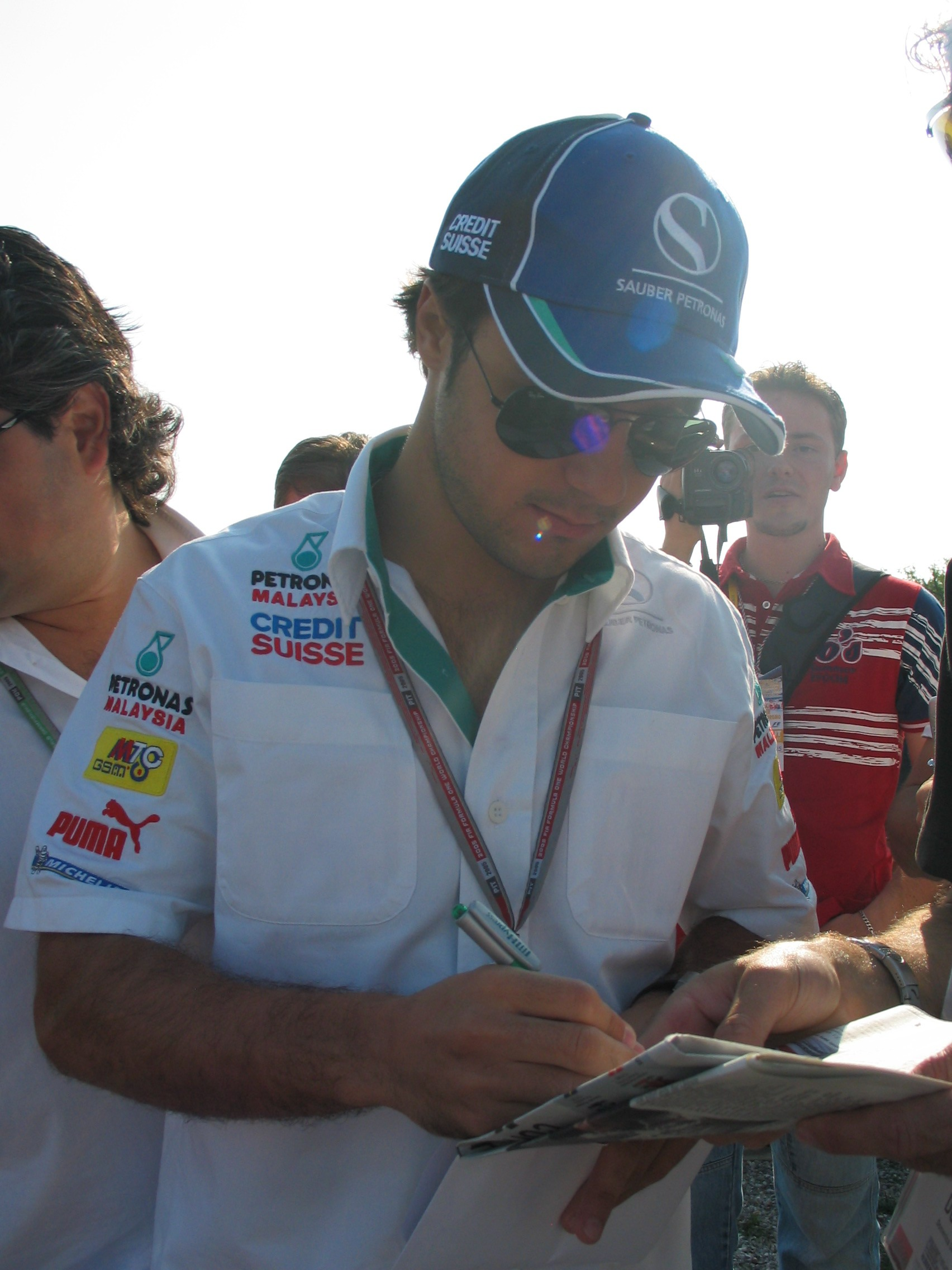
Felipe Massa, 2005

Da Massa Sauber bei den Testfahrten überzeugt hatte, erhielt er für die Formel-1-Weltmeisterschaft 2002 ein Cockpit bei dem Rennstall als Nachfolger von Kimi Räikkönen und Teamkollege von Nick Heidfeld. Massa absolvierte 16 von 17 Rennen, beim Großen Preis der USA wurde er durch Heinz-Harald Frentzen ersetzt. Massa kam achtmal in die Top 10 und schied bei den anderen acht Rennen aus. Ein fünfter Platz beim Großen Preis von Spanien war seine beste Platzierung. Mit vier Punkten wurde er 13. der Fahrerweltmeisterschaft, während Heidfeld mit sieben Punkten Zehnter wurde.
2003
2003 verlor Massa sein Cockpit an Frentzen und blieb als Testfahrer von Ferrari in der Formel 1 aktiv. Dort kam er an der Seite der Stammfahrer Michael Schumacher und Rubens Barrichello zu einigen Freitags-Einsätzen.

#### Rückkehr zu Sauber (2004–2005)
2004

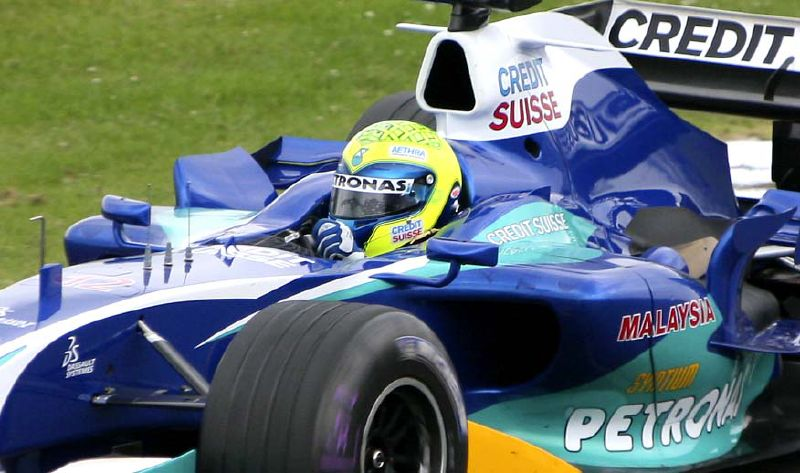
Massa im Sauber C24, 2005

2004 kehrte Massa zu Sauber zurück und wurde Teamkollege von Giancarlo Fisichella. Massa kam in dieser Saison regelmäßiger ins Ziel und schied nur bei vier Rennen aus. Mit einem vierten Platz beim Großen Preis von Belgien wurde er Gesamtzwölfter. Er unterlag Fisichella, der Elfter war, mit 12 zu 22 Punkten.
2005
2005 blieb Massa bei Sauber und erhielt mit dem ehemaligen Weltmeister Jacques Villeneuve einen neuen Teamkollegen. Massas bestes Resultat war erneut ein vierter Platz, den er beim Großen Preis von Kanada erzielte. Massa setzte sich mit 11 zu 9 Punkten intern gegen Villeneuve durch und lag eine Position vor ihm auf dem 13. Gesamtrang.

#### Ferrari (2006–2013)
2006

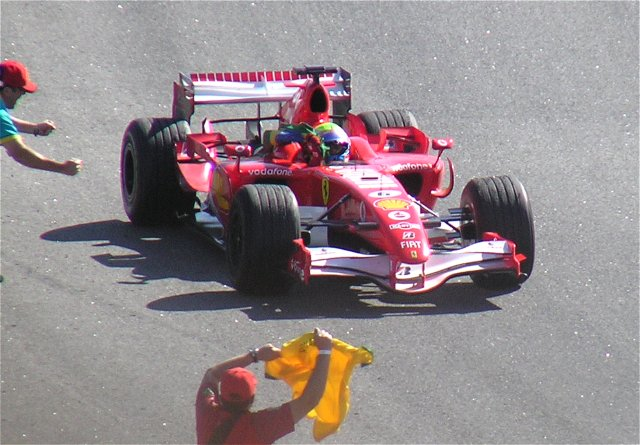
Massa im Ferrari 248F1 beim Großen Preis von Brasilien, 2006

2006 wechselte Massa als Stammfahrer zu Ferrari und löste seinen Landsmann Rubens Barrichello ab, der zu Honda wechselte. Massa wurde Teamkollege von Michael Schumacher, der von 2000 bis 2004 mit Ferrari fünfmal die Weltmeisterschaft gewonnen hatte. Nachdem Massa bei den ersten vier Rennen dreimal in die Top 10 gekommen war, erzielte er beim Großen Preis von Europa als Dritter seine erste Podest-Platzierung in der Formel 1. Fünf Rennen später in den USA wurde er Zweiter. Bei den zwei darauf folgenden Rennen in Frankreich und Deutschland folgten weitere Podest-Platzierungen. Zwei Rennen darauf, beim Großen Preis der Türkei startete Massa erstmals von der Pole-Position und erzielte im Rennen seinen ersten Formel-1-Sieg. Nach einem zweiten Platz beim Großen Preis von Japan gewann er bei seinem Heimrennen in Brasilien erneut. Massa wurde mit 80 Punkten Dritter in der Fahrerweltmeisterschaft und unterlag damit intern Schumacher, der als Zweiter 121 Punkte erzielt hatte.
2007

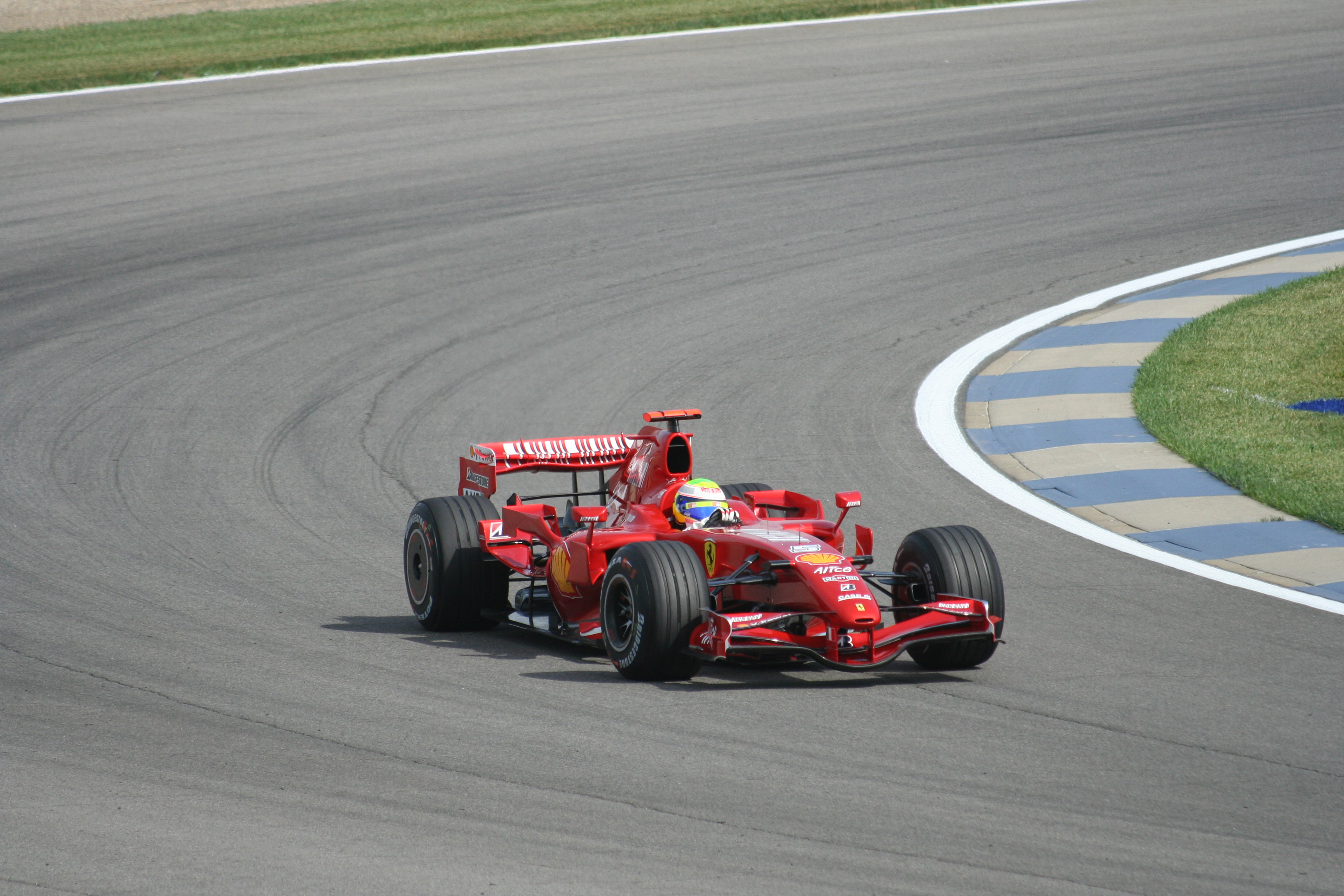
Massa beim Großen Preis der USA, 2007

2007 erhielt Massa nach dem Rücktritt von Michael Schumacher mit Kimi Räikkönen jenen Fahrer als neuen Teamkollegen, den er einst selber bei Sauber ersetzt hatte. Nach den ersten zwölf Rennen lag Massa in der Weltmeisterschaft einen Punkt vor Räikkönen. Massa hatte mit Siegen in Bahrain, Spanien und der Türkei drei Rennen gewonnen, während Räikkönen vier Rennen für sich entschieden hatte. Darüber hinaus stand Massa in Frankreich und Europa als Zweiter sowie in Monaco und den USA als Dritter auf dem Podium.

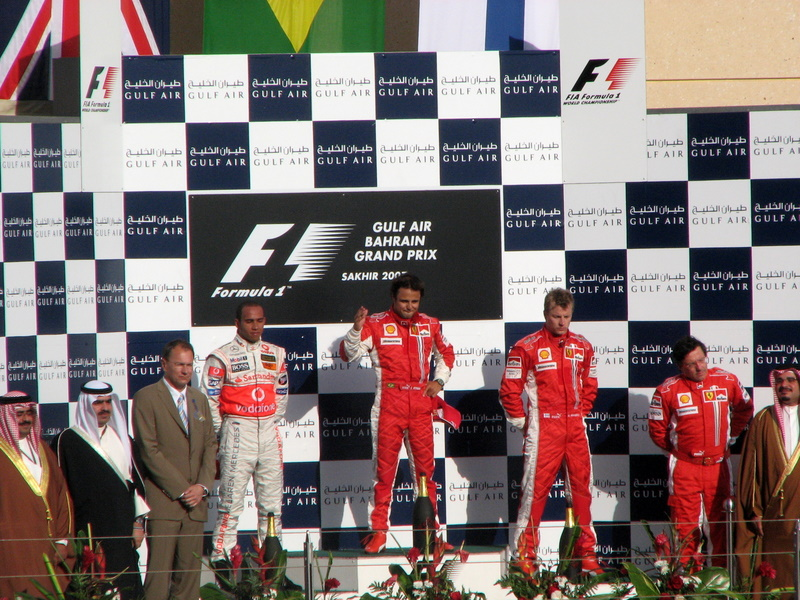
Massa auf dem Podium nach dem Sieg in Bahrain, 2007

In den letzten fünf Rennen setzte sich Räikkönen mit drei Siegen und zwei dritten Plätzen von Massa ab und gewann die Weltmeisterschaft mit 110 Punkten. Massa wurde in den letzten fünf Rennen in Belgien und Brasilien Zweiter und Dritter beim Großen Preis von China. Mit 94 Punkten erreichte Massa den vierten Rang in der Fahrerwertung. Die kombinierten Punkte von Massa und Räikkönen brachten Ferrari den Gewinn der Konstrukteursmeisterschaft.
2008

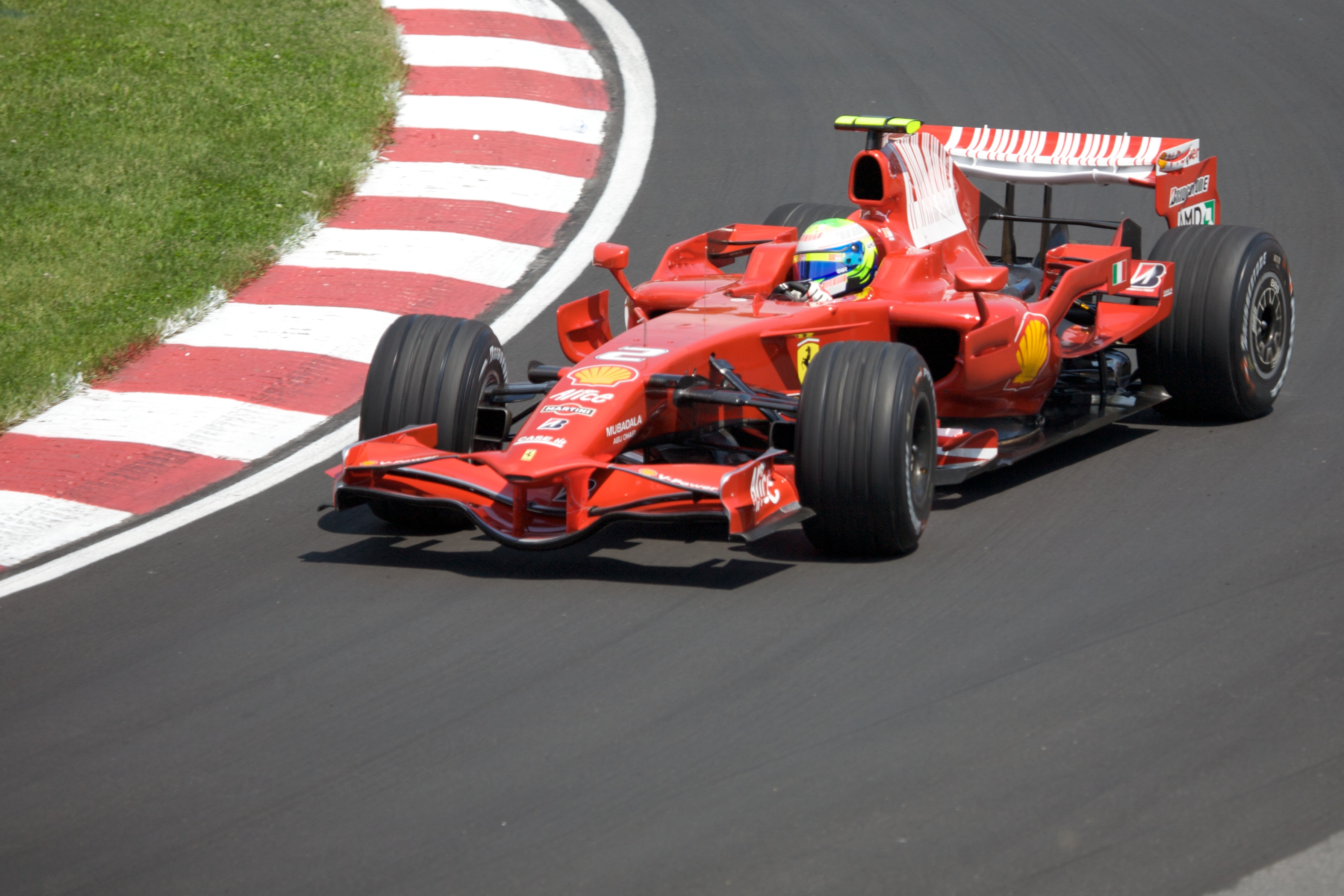
Massa im Ferrari F2008 beim Großen Preis von Kanada, 2008

2008 bildeten Massa und Räikkönen erneut das Ferrari-Fahrerduo. Nach Ausfällen in den ersten beiden Rennen gewann Massa den Großen Preis von Bahrain. Danach folgte ein zweiter Platz in Spanien. Bei den nächsten zwei Grands Prix in der Türkei und in Monaco erzielte er die Pole-Position. Nachdem Massa in der Türkei gewonnen hatte, wurde er Dritter in Monaco. Nach einem fünften Platz beim Großen Preis von Kanada entschied Massa in Frankreich sein drittes Saisonrennen für sich. Er profitierte dabei von einem technischen Defekt am Fahrzeug Räikkönens, der dadurch Zweiter wurde. Massa übernahm nach diesem Rennen die Führung in der Weltmeisterschaft und wurde damit zum ersten Brasilianer seit Ayrton Senna, dem dies gelang. Nachdem Massa beim Großen Preis von Großbritannien außerhalb der Punkteränge ins Ziel gekommen war, verlor er die Führung in der Weltmeisterschaft jedoch wieder an Lewis Hamilton.
Nach einem dritten Platz in Deutschland führte Massa den Großen Preis von Ungarn in der Schlussphase an. Drei Runden vor Ende des Rennens fiel er mit einem Motorschaden aus. Die darauf folgenden Rennen in Europa und Belgien gewann er. Nach einem sechsten Platz beim Ferrari-Heimrennen in Italien lag Massa in der Fahrerwertung vor den letzten vier Saisonrennen einen Punkt hinter Hamilton.

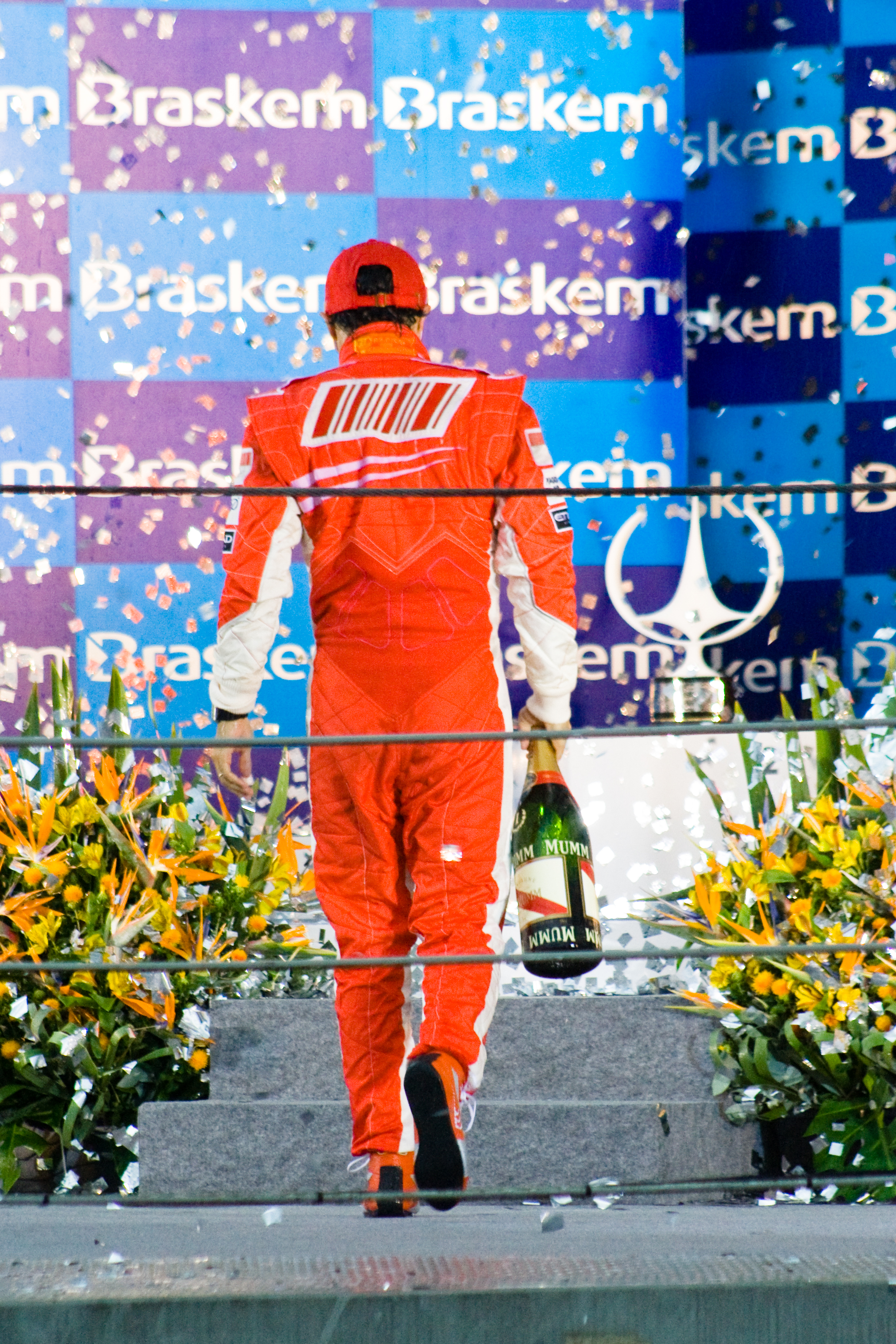
Massa auf dem Podium beim Großen Preis von Brasilien, kurz nachdem er die Weltmeisterschaft um einen Punkt gegen Hamilton verloren hat

Beim Großen Preis von Singapur startete Massa von der Pole-Position und führte das Rennen zunächst an. Nach einem absichtlich ausgelösten Unfall von Nelson Piquet jr. kam es schon früh zu einer Safety-Car-Phase, in der Massa an die Box kam. Dabei fuhr Massa los, als der Tankschlauch noch an seinem Auto hing. Durch diese Panne fiel Massa ans Ende des Feldes zurück und kam außerhalb der Punkteränge ins Ziel. Nach einem siebten Platz in Japan und einem zweiten Platz in China ging Massa mit sieben Punkten Rückstand auf den Führenden Hamilton ins letzte Saisonrennen in Brasilien. Massa gewann das Rennen, wodurch Hamilton zum Titelgewinn mindestens Fünfter werden musste, da Massa bei Punktgleichheit aufgrund der höheren Sieganzahl vorne gelegen hätte. Hamilton verbesserte sich in der vorletzten Kurve des Rennens auf den fünften Platz und kam auf diesem ins Ziel, sodass er mit einem Punkt Vorsprung auf Massa Weltmeister wurde. Die Fans auf der Tribüne und sein Team hatten zu diesem Zeitpunkt bereits den vermeintlichen Weltmeisterschaftsgewinn Massas gefeiert. Intern schlug Massa Räikkönen mit 97 zu 75 Punkten. Das gemeinsame Ergebnis der beiden Ferrari-Fahrer reichte dabei allerdings erneut für den Konstrukteurstitel.
Wegen des angeblich bewusst herbeigeführten Unfalls beim Großen Preis von Singapur, wodurch Felipe Massa entscheidende Punkte im Weltmeisterschaftswettbewerb fehlten, reichte Massa im Jahr 2024 Klage gegen den Automobilweltverband FIA, WM-Rechteinhaber Formula One Management (FOM) und Bernie Ecclestone, dem im Jahr 2008 Geschäftsführenden der FOM, bei einem britischen Gericht, ein. Massa fordert die nachträgliche Anerkennung als Weltmeister jenes Jahres und Schadensersatz.
2009

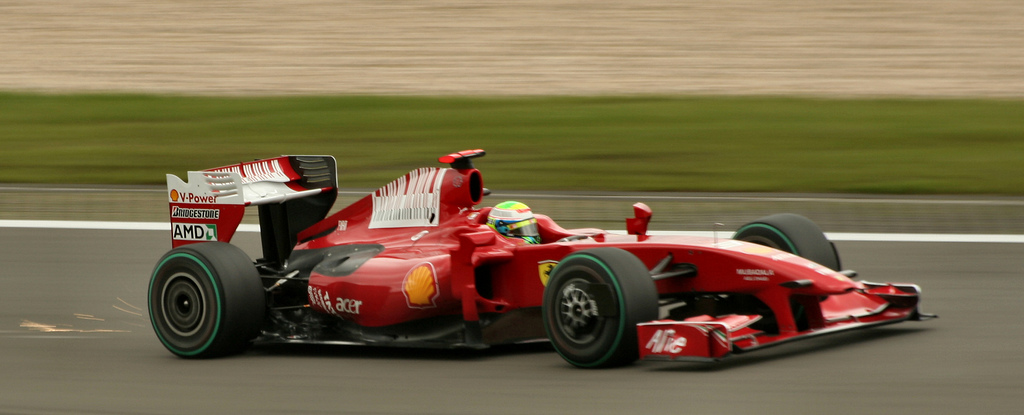
Massa beim Großen Preis von Deutschland, 2009

2009 blieben Massa und Räikkönen bei Ferrari. Nach gravierenden Reglementsänderungen in diesem Jahr gelang es Ferrari nicht, ein Fahrzeug zu entwickeln, mit dem die Fahrer Chancen auf den Weltmeistertitel hatten. Massa blieb in den ersten vier Rennen ohne Punkte und kam bei den darauf folgenden fünf Rennen immer unter den ersten sechs ins Ziel. Beim letzten dieser fünf Rennen in Deutschland stand er als Dritter erstmals auf dem Podest.
Bei der Qualifikation zum nächsten Grand Prix, dem Großen Preis von Ungarn, verletzte sich Massa schwer, als ihn eine etwa 800 Gramm schwere Metallfeder, die sich von Barrichellos Rennwagen gelöst hatte, bei Tempo 240 km/h am Helm traf und er daraufhin kurzzeitig das Bewusstsein verlor. Der Wagen fuhr ungelenkt frontal in einen Reifenstapel, während Massa, der benommen war, laut Telemetriedaten gleichzeitig das Gas- und das Bremspedal betätigt hatte. Massa erlitt bei dem Unfall einen Schnitt an der Stirn, eine Schädelfraktur sowie eine schwere Gehirnerschütterung (Schädel-Hirn-Trauma). Bei einer zweistündigen Operation wurde ihm ein Knochensplitter hinter der Augenhöhle entfernt. Er fiel für den Rest der Saison aus. Zum Zeitpunkt seiner Verletzung lag Massa vor Räikkönen auf dem fünften Platz in der Fahrerwertung. Massa wurde in den folgenden beiden Rennen durch Luca Badoer vertreten und anschließend bis zum Saisonende durch Fisichella ersetzt. Beide Vertretungsfahrer blieben im Ferrari ohne Punkte, während Räikkönen ein Rennen gewann.
Beim vorletzten Rennen in Brasilien schwenkte Massa die Zielflagge. In der Gesamtwertung belegte Massa den elften Gesamtrang.
2010

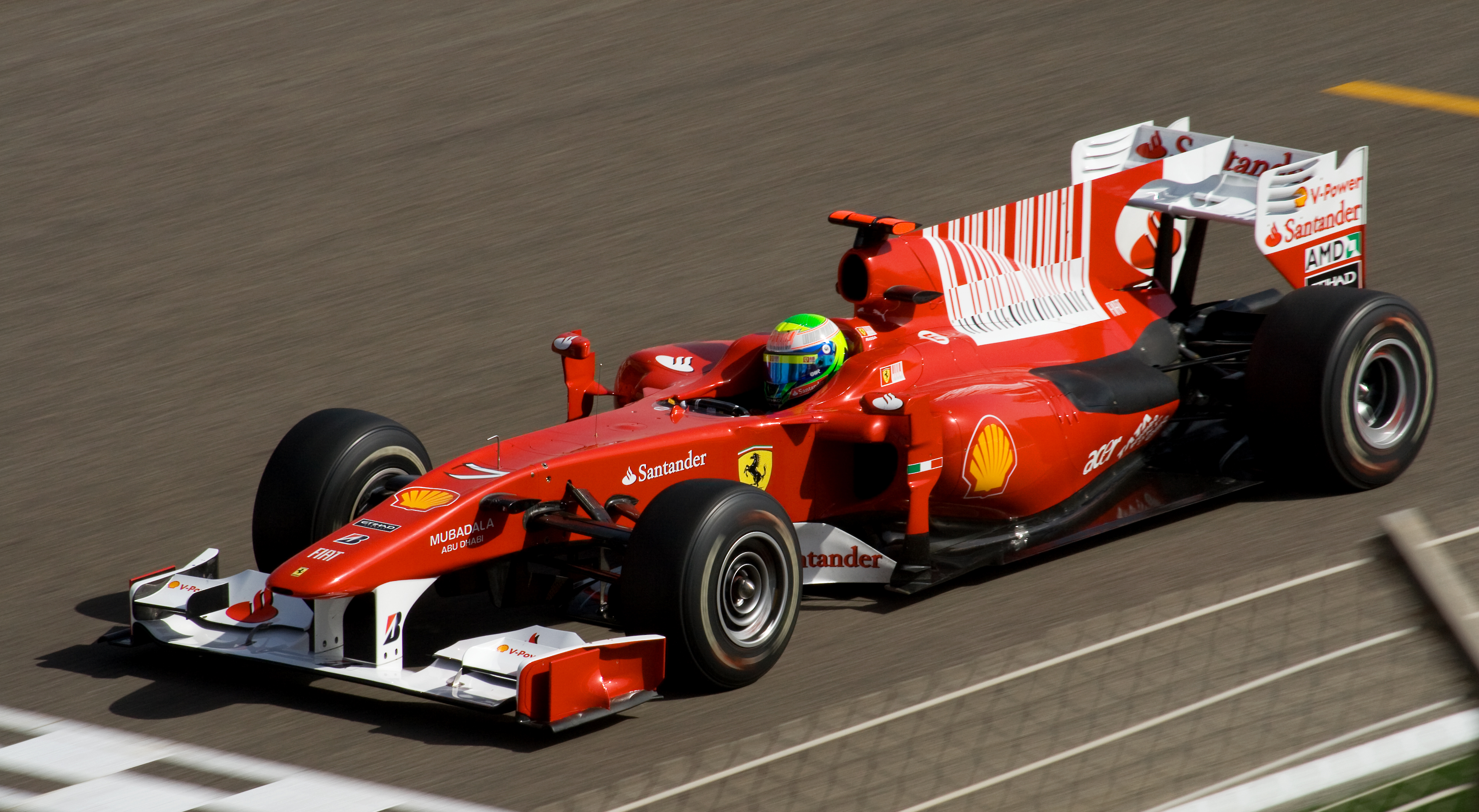
Massa beim Saisonauftakt in Bahrain, 2010

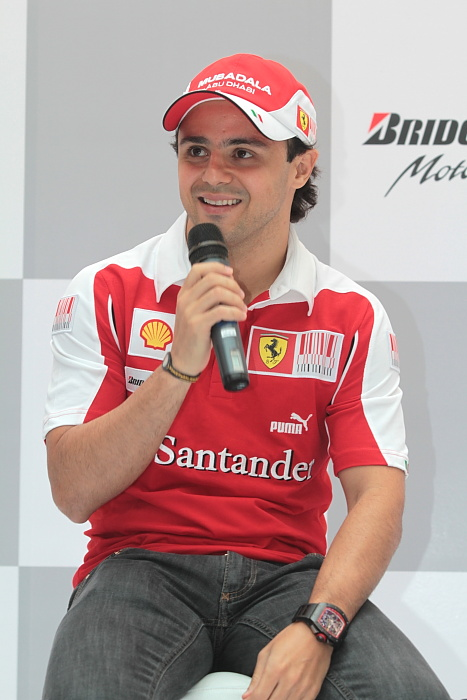
Felipe Massa als Ferrari-Fahrer während einer Pressekonferenz, 2010

Für die Saison 2010 erhielt Massa mit Alonso einen neuen Teamkollegen bei Ferrari. Beim Saisonauftakt in Bahrain bestritt Massa den ersten Grand Prix nach seinem Unfall und wurde hinter Alonso Zweiter. Beim darauf folgenden Großen Preis von Australien verteidigte Massa seine Position gegenüber seinem Teamkollegen, der direkt hinter ihm ins Ziel kam, und stand als Dritter erneut auf dem Podest. Nach dem dritten Rennen übernahm Massa erstmals seit 2008 wieder die Führung in der Fahrerweltmeisterschaft, musste sie allerdings bereits nach einem weiteren Rennen an Jenson Button abgeben. In den nächsten sieben Rennen kam Massa nur einmal in die Top 5, sodass er in der Fahrerwertung zurückfiel und nach dem Großen Preis von Großbritannien auf dem achten Platz lag, während Alonso Fünfter war.
Beim darauf folgenden Großen Preis von Deutschland übernahm Massa zum ersten Mal in der Saison die Führung eines Rennens. Nachdem ihm sein Renningenieur mitgeteilt hatte, dass Alonso, der direkt hinter ihm lag, schneller war, ließ er ihn sehr offensichtlich überholen, indem er vom Gas ging. Am Ende belegte er hinter seinem Teamkollegen den zweiten Platz. Die Rennleitung bewertete das Überholmanöver als verbotene Stallorder und belegte das Team mit einer Geldstrafe von 100.000 US-Dollar. Im restlichen Saisonverlauf stand er als Dritter in Italien und Korea bei zwei weiteren Rennen auf dem Podium. Massa hatte die gesamte Saison Probleme mit den harten Reifen und es gelang ihm speziell in der Qualifikation nur selten, die Reifen optimal zum Arbeiten zu bringen. Er beendete die Saison mit 144 Punkten auf dem sechsten Gesamtrang, während Alonso mit 252 Vizeweltmeister wurde.
2011

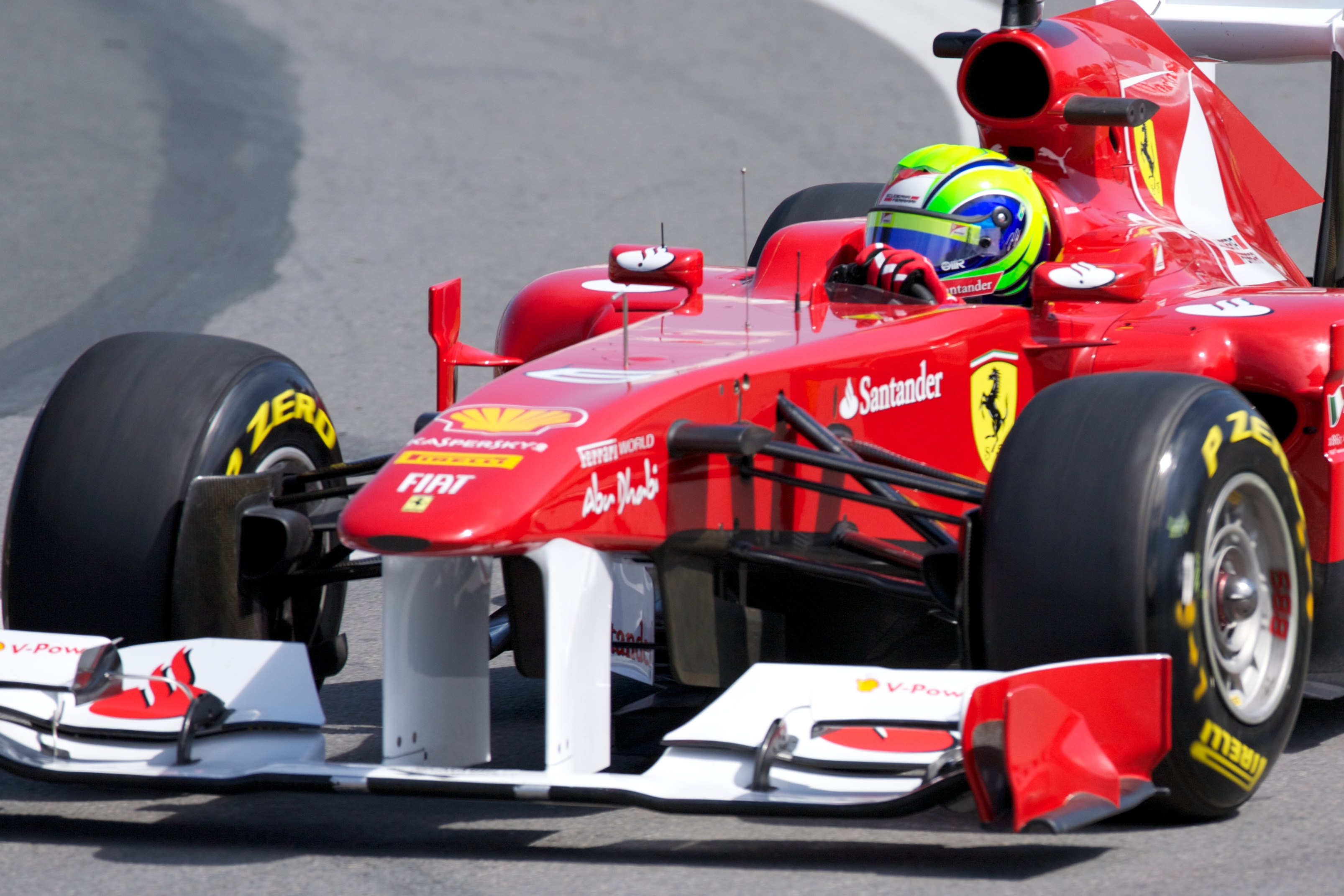
Massa im Training zum Großen Preis von Kanada, 2011

2011 startete Massa mit drei Punkteplatzierungen in die Saison. Beim siebten Rennen, dem Großen Preis von Kanada hatte er zwischenzeitlich Chancen auf eine Podest-Platzierung. Nach einem Zwischenfall beim Überrunden, der einen zusätzlichen Stopp erforderlich machte, zeigte er einige Überholmanöver und kam schließlich auf dem sechsten Platz ins Ziel. Massa beendete die Saison mit sechs fünften Plätzen als beste Resultate den sechsten Platz in der Fahrerweltmeisterschaft. Mit 118 zu 257 Punkten unterlag er Alonso, der ein Rennen gewann, deutlich. Massa war 2011 der beste Pilot, der nie auf dem Podium stand.
2012

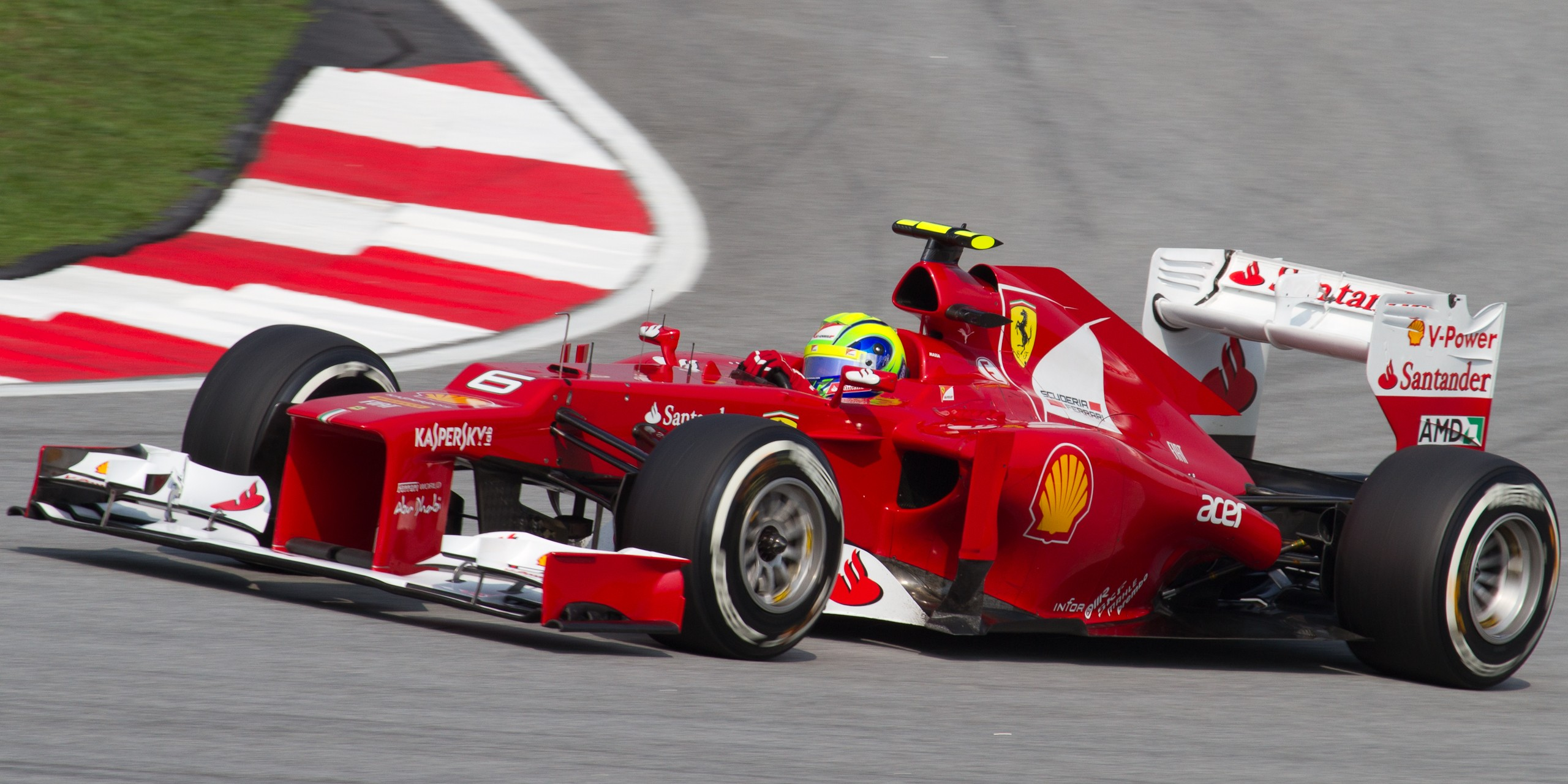
Massa beim Großen Preis von Malaysia, 2012

2012 ging Massa erneut für Ferrari an den Start. Während sein Teamkollege Alonso das zweite Rennen, den Großen Preis von Malaysia, gewann, erreichte Massa das Ziel auf dem 15. Platz. Beim vierten Rennen in Bahrain erzielte Massa mit dem neunten Platz zum ersten Mal in der Saison Punkte. Nachdem Massa nach dem fünften Rennen zwei Punkte hatte, während Alonso im gleichen Zeitraum 61 Punkte erzielt hatte, wurde Massa in einer Pressemitteilung des Teams indirekt aufgefordert einen „anderen Gang einzulegen“. Beim darauf folgenden Rennen in Monaco gelang es Massa durchgängig, in der Spitzengruppe mitzufahren und er wurde mit rund sechs Sekunden Rückstand Sechster. Ab diesem Rennen kam Massa nur bei zwei weiteren Grands Prix nicht in die Top 10. Beim Großen Preis von Großbritannien gelang es ihm, mit einem vierten Platz seine bis dahin beste Saisonplatzierung zu erreichen. Diese wiederholte er beim Großen Preis von Italien. Mit einem zweiten Platz beim Großen Preis von Japan erzielte Massa seine erste Podest-Platzierung der Saison. Eine weitere folgte bei seinem Heimrennen in Brasilien, als er Dritter wurde. Am Saisonende belegte er den siebten Platz in der Fahrerweltmeisterschaft.
2013
2013 bestritt Massa seine achte Formel-1-Saison für Ferrari. Alonso blieb sein Teamkollege. Beim Großen Preis von Australien startete Massa mit einem vierten Platz in die Saison. Vier Rennen später beim Großen Preis von Spanien fuhr Massa als Dritter auf das Podest. Massa beendete die Saison auf dem achten Platz in der Weltmeisterschaft. Mit 112 zu 242 Punkten unterlag er erneut Alonso.
Massa verließ Ferrari zum Ende der Saison 2013.
Mit 139 Grand-Prix-Einsätzen für die Scuderia Ferrari ist Felipe Massa der Fahrer mit den drittmeisten Starts für den italienischen Traditionsrennstall. Mehr Rennen für die Scuderia absolvierten nur Michael Schumacher und Kimi Räikkönen.

#### Williams (2014–2017)
2014

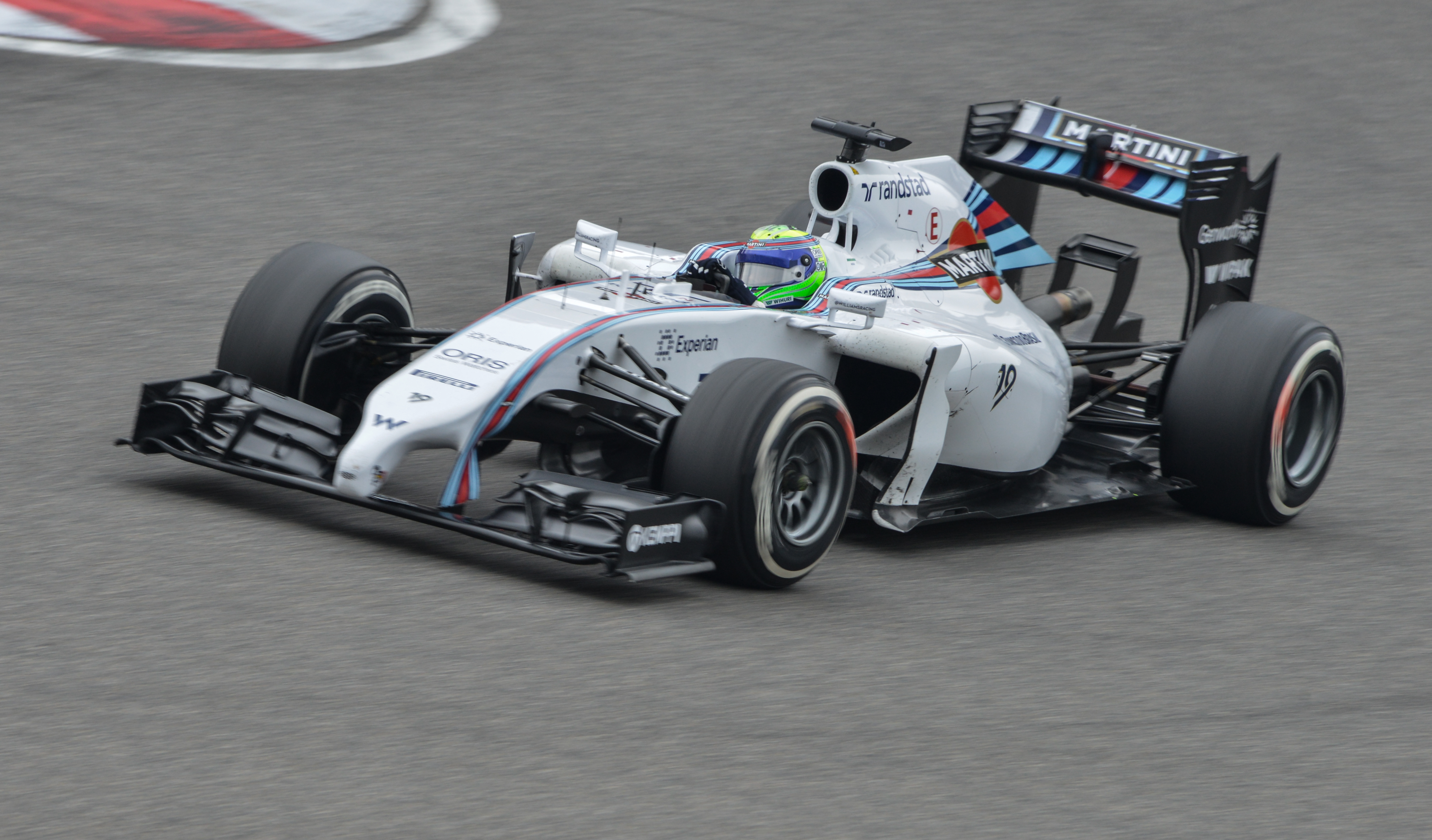
Massa beim Großen Preis von China, 2014

2014 ging Massa in der Formel 1 an der Seite von Valtteri Bottas für Williams an den Start. Er erhielt einen Zweijahresvertrag, den Williams mit einer Option um ein Jahr verlängern konnte. Bei der Einführung der permanenten Formel-1-Startnummern wählte er die #19 für seine weitere Karriere. Beim Großen Preis von Österreich erzielte Massa seine erste Pole-Position für Williams. Im Rennen wurde er Vierter.

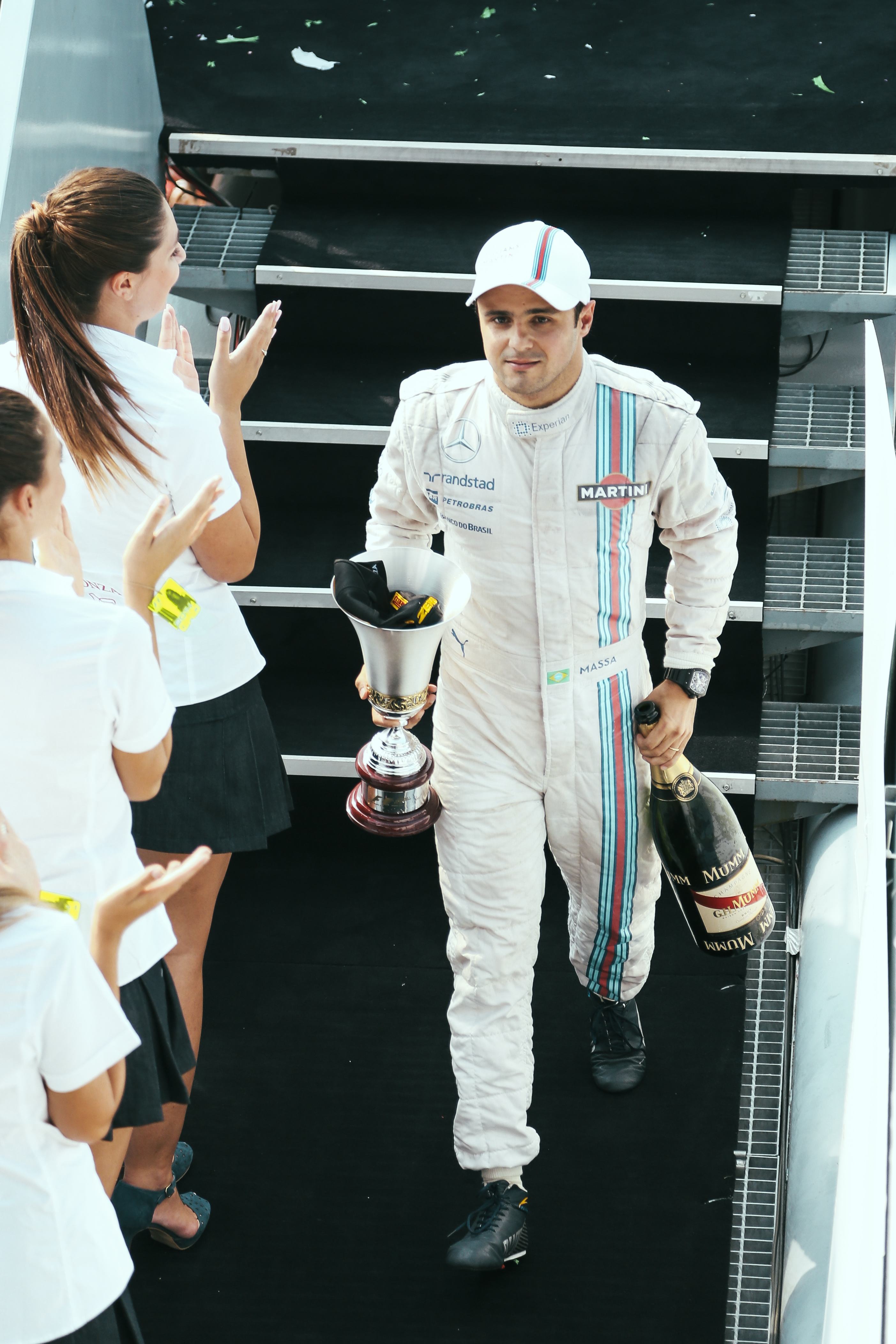
Massas erste Podiumsplatzierung für Williams in Italien 2014

Beim Großen Preis von Italien gelang Massa mit Platz drei seine erste Podest-Platzierung für Williams. In Brasilien wurde er ein weiteres Mal Dritter. Beim letzten Saisonrennen in Abu Dhabi gelang Massa mit dem zweiten Platz seine beste Saisonplatzierung. Er beendete die Saison auf dem siebten Gesamtrang. Intern unterlag er Bottas mit 134 zu 186 Punkten.
2015
2015 bildeten Massa und Bottas erneut das Williams-Fahrerduo. Beim Großen Preis von Österreich wurde er Dritter. Beim nächsten Rennen in Großbritannien übernahm Massa die Führung beim Start und führte das Rennen in der Anfangsphase an. Er fiel aber im Rennverlauf auf den vierten Platz zurück. Vor dem Großen Preis von Italien wurde Massa für eine weitere Saison bei Williams bestätigt. In dem Grand Prix erzielte er mit dem dritten Rang die zweite Podiums-Platzierung der Saison. In Singapur fiel Massa zum ersten Mal in der Saison aus. Beim Großen Preis von Russland fuhr Massa vom 15. Startplatz auf Platz vier. Er verbesserte sich auf den sechsten Platz in der Weltmeisterschaft und unterlag Bottas mit 121 zu 136 Punkten.
2016

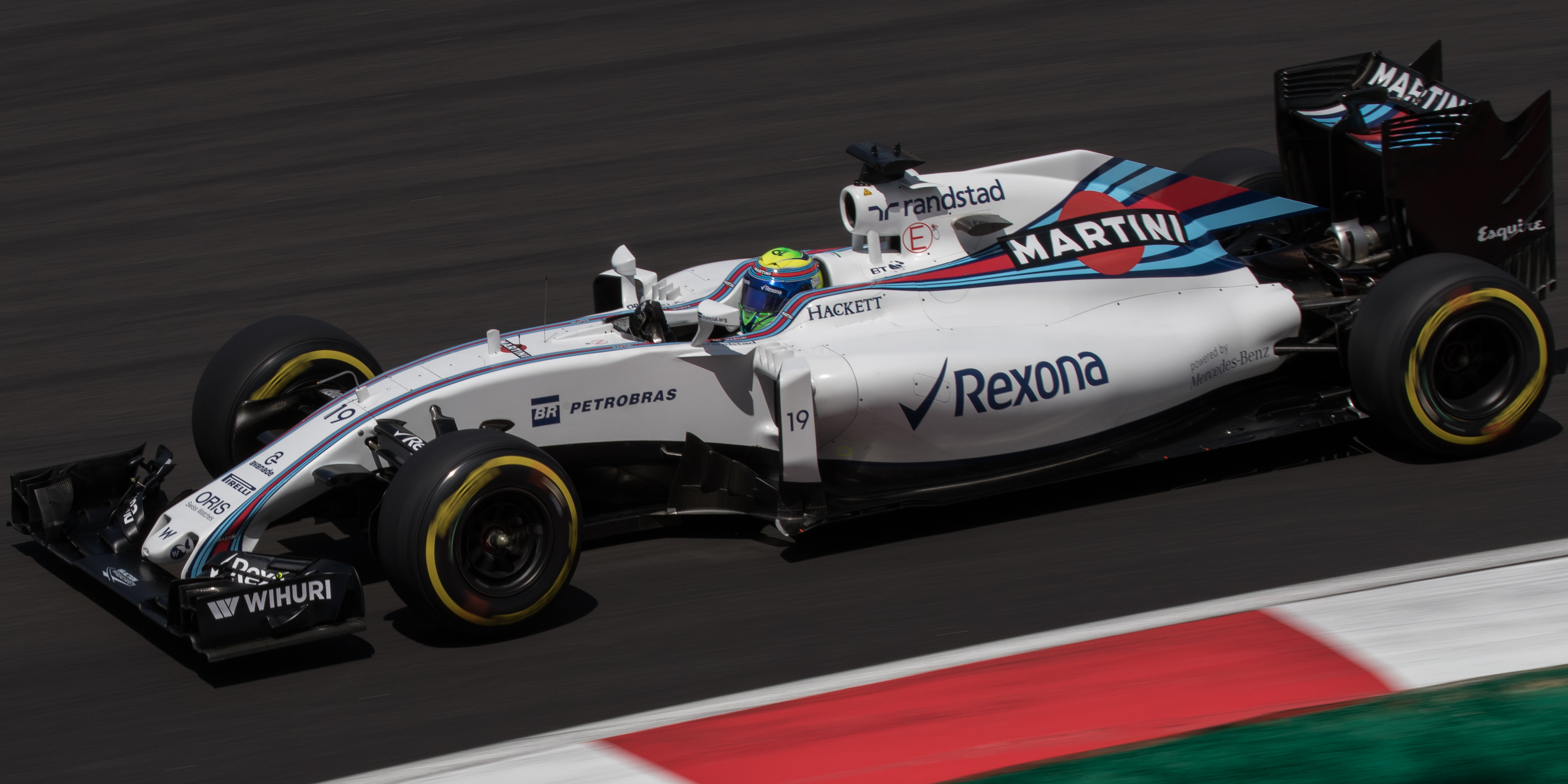
Massa beim Großen Preis von Malaysia, 2016

2016 blieben Massa und Bottas bei Williams. Beim Großen Preis von Monaco wurde Massa zum einzigen Fahrer, der in der laufenden Saison in allen Rennen Punkteresultate erzielte. Diese Serie endete beim folgenden Weltmeisterschaftslauf, dem Großen Preis von Kanada. Am 1. September verkündete Felipe Massa, am Rande des Großen Preises von Italien, sein vermeintliches Karriereende in der Formel 1. Das Rennen beendete er auf dem neunten Platz. Der Große Preis von Brasilien, Massas vermeintlich letztes Heimrennen, fand unter schlechten Wetterbedingungen statt. Es wurde mehrmals wegen starkem Regen unterbrochen. Massa schied in Runde 47 infolge eines Unfalls aus. Anschließend ging Massa unter Tränen und mit der brasilianischen Flagge durch die Boxengasse. Dabei wurde er von seiner Familie und Standing Ovations der Fans begleitet, auch die Boxencrews von allen Formel-1-Teams, vor allem die von Ferrari und Williams, applaudierten ihm. Zwei fünfte Plätze in Australien und Russland waren seine besten Ergebnisse. Er unterlag Bottas in diesem Jahr mit 53 zu 85 Punkten und erreichte den elften Gesamtrang.
2017

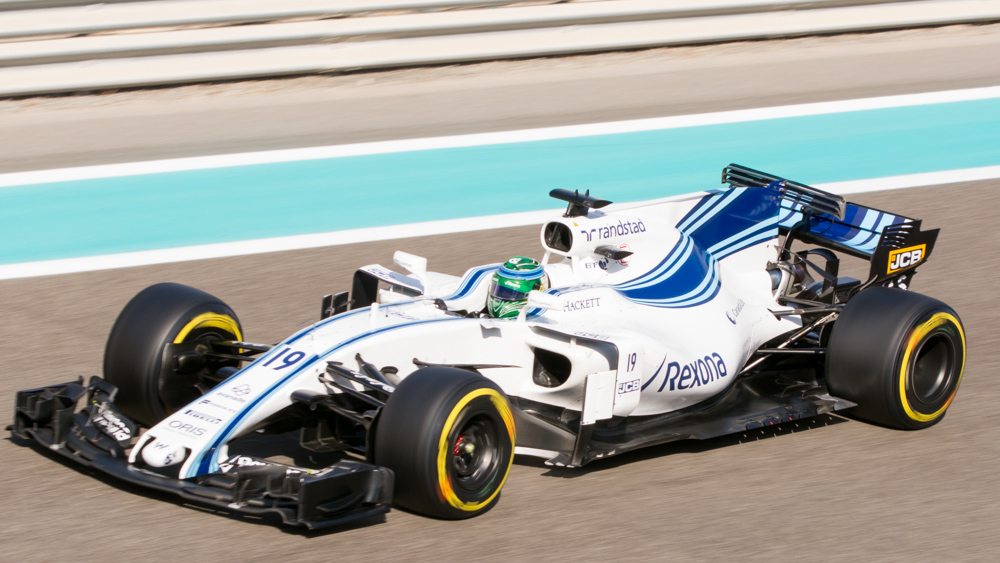
Massa bei seinem letzten Formel-1-Rennen in Abu Dhabi, 2017

Ursprünglich hatte Massa seine Formel-1-Karriere zum Ende der Saison 2016 beendet und sich bereits vom Team verabschiedet. Nachdem Bottas das Williams-Team im Januar verlassen hatte, um bei Mercedes den zurückgetretenen Nico Rosberg zu ersetzen, erhielt Massa einen Williams-Vertrag für eine weitere Formel-1-Saison. Sein neuer Teamkollege wurde Lance Stroll. Beim Großen Preis von Aserbaidschan hatte Felipe Massa einen guten Start vom neunten Startplatz, bei dem er mehrere Fahrer überholte. Ferner profitierte er bei dem chaotischen Rennen von den zahlreiche Safety-Car-Phasen. In Runde 25 gab es wegen Wrackteilen auf der Fahrbahn die Rote Flagge und das Rennen wurde infolgedessen angehalten. Beim Restart lag Massa auf dem dritten Rang. Kurz nach dem Restart schied Massa mit einem defekten Dämpfer aus. Beim Großen Preis von Ungarn stieg er auf Grund einer Erkrankung nach dem dritten Training aus und wurde im Rennen durch Paul di Resta vertreten.
Bei seinem letzten Heimrennen, dem Großen Preis von Brasilien, erreichte er den siebten Platz. Das gesamte Rennen behauptete er sich dabei gegen seinen ehemaligen Teamkollegen Alonso. Nach dem Rennen wurde er aufs Podium gebeten, auf dem er sich von seinen Fans verabschiedete. In Abu Dhabi erzielte er bei seinem letzten Formel-1-Rennen den zehnten Platz. Am Saisonende belegte er den elften Gesamtrang, punktgleich mit dem Zehnten Nico Hülkenberg. Zwei sechste Plätze in Australien und Bahrain waren seine besten Rennergebnisse. Teamintern setzte er sich mit 43 zu 40 Punkten gegen Stroll durch.
Massa startete in der Formel 1 zu 269 Grands Prix. Dabei gewann er 11 Grand-Prix, allesamt für Ferrari. Er hält den Rekord für die meisten sechsten Plätze (27).

### FIA-Formel-E-Meisterschaft (2018–2020)
2018/19

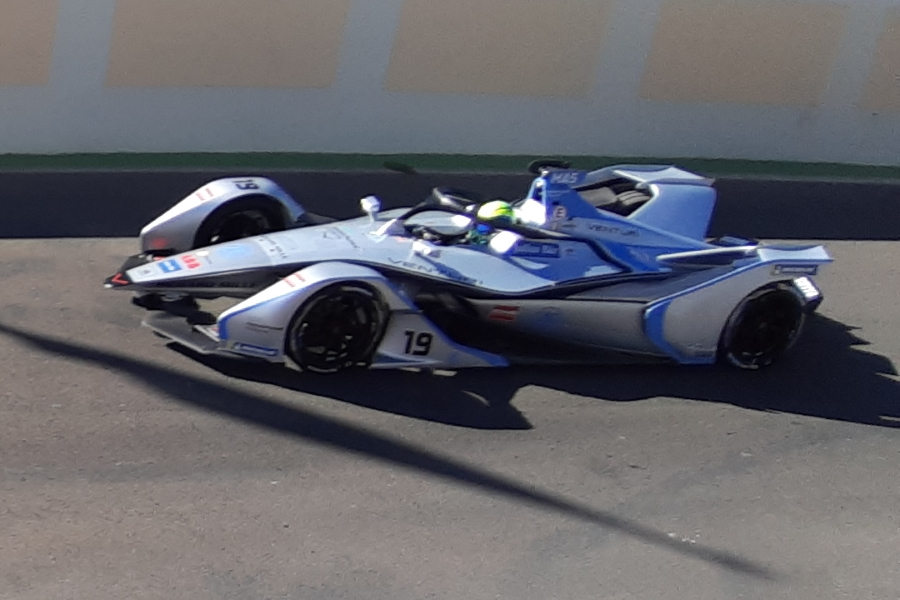
Felipe Massa beim Marrakesch E-Prix 2019

Massa fuhr ab der Saison 2018/19 in der FIA-Formel-E-Meisterschaft. Er unterschrieb einen Dreijahresvertrag beim monegassischen Team Venturi. Sein Teamkollege wurde Edoardo Mortara. Wie in der Formel 1, verwendet Massa auch in der FIA-Formel-E-Meisterschaft die Startnummer 19.
Sein Formel-E-Debüt gab Massa beim Diriyya E-Prix 2018, er belegte hier Rang 17. Nach einem Start von der zwölften Position lag Massa zwischenzeitlich auf dem achten Platz, bevor er eine Durchfahrtstrafe wegen eines technischen Verstoßes bei seinem Fahrzeug erhielt und auf den 14. Platz zurückfiel. Nach dem Rennen erhielt er zwei weitere Strafen wegen Verstößen bei der Nutzung des Fanboosts. Beim nächsten Rennen in Marrakesch belegte er den 18. Platz. In Santiago de Chile schied er aufgrund eines technischen Defekts aus, während sein Teamkollege Mortara mit einem vierten Platz das erste Punkteresultat des Teams in der Saison erzielte.
Beim Mexiko-Stadt E-Prix wurde Massa Achter und erzielte somit seine ersten Punkte in der Serie. In Hongkong erzielte er mit einem fünften Platz sein bis dahin bestes Saisonergebnis. Zum Auftakt des europäischen Teils der Saison in Rom schied Massa wegen eines technischen Defekts an seinem Fahrzeug aus. Beim Monaco E-Prix, dem Heimrennen seines Teams, erzielte Massa seinen ersten Podiumsplatz in der FIA-Formel-E-Meisterschaft. Nach einem Start vom vierten Platz beendete er das Rennen auf der dritten Position. Massa hatte auf den letzten 150 m des Rennens keinen Vortrieb mehr, da er die maximale Energiemenge von 52 kWh aufgebraucht hatte.
Am Saisonende belegte Massa mit 36 Punkten den 15. Gesamtrang; sein Teamkollege Mortara holte 52 Punkte und wurde Gesamt-14. In der Wertung der voestalpine European Races, bei der nur Podiumsplätze bei den Rennen auf dem europäischen Kontinent berücksichtigt wurden, belegte er mit einem dritten Platz den geteilten siebten Rang.
2019/20

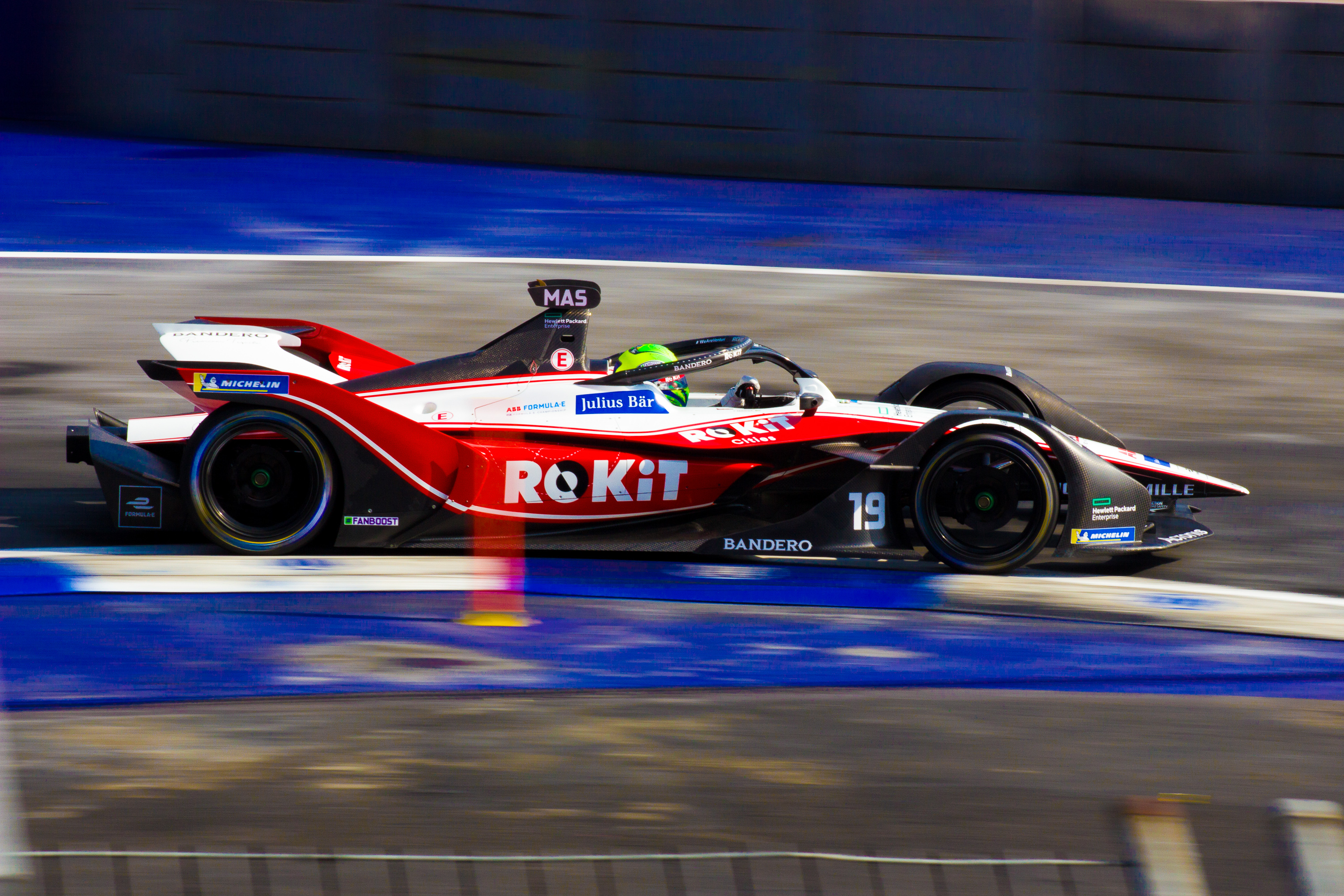
Massa beim Mexiko-Stadt E-Prix 2020

Auch in der Saison 2019/20 gingen Massa und Mortara für das monegassische Team Venturi an den Start. Beim dritten Saisonrennen in Santiago de Chile erzielte Massa mit einem neunten Platz sein erstes Punkteresultat in der laufenden Saison, was auch sein bestes Saisonergebnis war. In den elf Saisonrennen der Formel-E-Saison 2019/20 erzielte Massa drei WM-Punkte und wurde 22. in der Gesamtwertung. Nach der Saison verließ er das Team.

### Stock Car Brasil (2018, 2021)
Am 6. Dezember 2017 gab Felipe Massa bekannt, dass er 2018 in der Rennserie Stock Car Brasil an den Start gehen wird. Bei den Rennen war er nicht punkteberechtigt, da er nur als Gaststarter antrat. Er nahm am 10. März 2018 beim „Race of the Doubles“, einem Einladungsrennen für prominente Rennfahrer im Rahmen der brasilianischen Stock-Car-Meisterschaft, auf dem Autódromo José Carlos Pace, teil. Bei dem Rennen teilte er sich das Auto mit dem fünfmaligen Meister der Rennserie Cacá Bueno und fuhr für das Weltmeisterteam Cimed-Racing. Im Rennen belegten sie zusammen den 13. Platz. Am 5. August nahm er am „Race of the Million“ auf dem Autodromo de Goiânia teil. Aufgrund eines Reifenplatten beendete Massa das Rennen auf dem 22. Platz.
Anfang Dezember 2020 wurde bekannt, dass Massa an der kompletten Saison 2021 teilnehmen wird. Dort trat er für das Lubrax/Podium-Team an. In der Gesamtwertung belegte er mit 88 Punkten den 24 Rang, wobei ein siebter Platz beim zweiten Rennen in Interlagos sein bestes Ergebnis war.

## Sonstiges

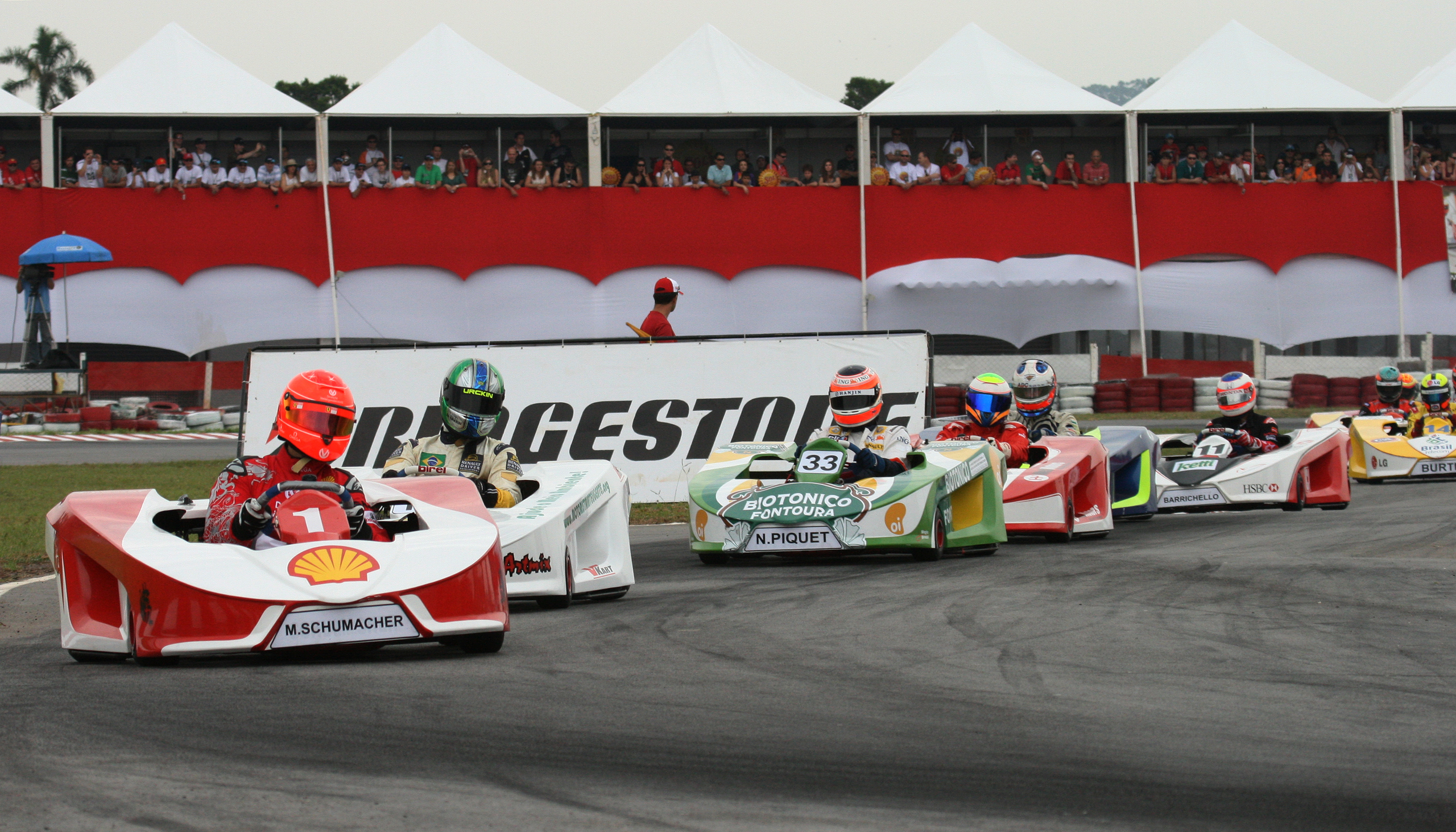
Michael Schumacher, auf dem ersten Platz, beim "Desafio Internacional das Estrelas" 2007, Massa auf dem vierten Rang

Massa richtet jährlich im Dezember ein Kartrennen für wohltätige Zwecke im brasilianischen Florianópolis aus, das "Desafio Internacional das Estrelas" (oder in Englisch: International Challenge of the Stars), zu dem ein prominent besetztes Starterfeld mit Piloten aus verschiedenen internationalen Rennserien antritt.
Massa nahm zudem mehrfach an der brasilianischen Kartveranstaltung 500 Meilen von Granja Viana teil.
Seit Dezember 2017 ist Massa Präsident der FIA-Kart-Kommission. In dieser Position war er auch beim 24-Stunden-Kartrennen von Le Mans 2019 zugegen, das er als Starter eröffnete.
2020 nahm er sowohl an der Formel E Race at Home Challenge teil, einer Serie von virtuellen Formel-E-Rennen, die als Ersatz für die aufgrund der Coronavirus-Pandemie ausgefallenen Rennen stattfand, als auch an dem virtuellen 24-Stunden-Rennen von Le Mans. Bei der Race at Home Challenge wurde er insgesamt 14., bei dem virtuellen 24-Stunden-Rennen in Le Mans belegte er zusammen mit seinen Teamkollegen den achten Rang in der GT-Klasse (insgesamt: 36. Platz).

## Persönliches
Felipe Massa wurde in São Paulo geboren und wuchs in Botucatu auf. Er hat italienische Vorfahren. Seine Großeltern zogen aus der Stadt Cerignola, in der Region Apulien gelegen, nach Brasilien.
Massa ist mit dem brasilianischen Model Anna Raffaela Bassi verheiratet, mit der er einen gemeinsamen Sohn hat. Die Familie wohnt in Fontvieille, Monaco.
Des Weiteren ist er mit dem Schweizer Uhrmacher Richard Mille befreundet, der ihm einige Modelle gewidmet hat (RM-005FM, RM-011).
Nicolas Todt, der Sohn von Jean Todt, ist sein Manager.

## Statistik

### Karrierestationen
| - 1990–1997: Kartsport - 1998: Brasilianische Formel Chevrolet (Platz 5) - 1999: Brasilianische Formel Chevrolet (Meister) - 2000: Formel Renault 2000 Eurocup (Meister) - 2000: Italienische Formel Renault (Meister) - 2001: Euro Formel 3000 (Meister) - 2001: Tourenwagen-EM (Platz 23) - 2001: Formel 1 (Testfahrer) - 2002: Formel 1 (Platz 13) | - 2003: Formel 1 (Testfahrer) - 2004: Formel 1 (Platz 12) - 2005: Formel 1 (Platz 13) - 2006: Formel 1 (Platz 3) - 2007: Formel 1 (Platz 4) - 2008: Formel 1 (Platz 2) - 2009: Formel 1 (Platz 11) - 2010: Formel 1 (Platz 6) - 2011: Formel 1 (Platz 6) | - 2012: Formel 1 (Platz 7) - 2013: Formel 1 (Platz 8) - 2014: Formel 1 (Platz 7) - 2015: Formel 1 (Platz 6) - 2016: Formel 1 (Platz 11) - 2017: Formel 1 (Platz 11) - 2018: Stock Car Brasil - 2019: Formel E (Platz 15) - 2020: Formel E (Platz 22) - 2021: Stock Car Brasil |

### Statistik in der Formel-1-Weltmeisterschaft
Diese Statistik umfasst alle Teilnahmen des Fahrers an der Formel-1-Weltmeisterschaft.

#### Grand-Prix-Siege
| - 2006: Türkei (Istanbul) - 2006: Brasilien (Interlagos) - 2007: Bahrain (Sakhir) - 2007: Spanien (Barcelona) | - 2007: Türkei (Istanbul) - 2008: Bahrain (Sakhir) - 2008: Türkei (Istanbul) - 2008: Frankreich (Magny-Cours) | - 2008: Europa (Valencia) - 2008: Belgien (Spa-Francorchamps) - 2008: Brasilien (Interlagos) |

#### Gesamtübersicht
| Saison | Team                      | Chassis             | Motor                 | Rennen | Siege | Zweiter | Dritter | Poles | schn. Rennrunden | Punkte | WM-Pos. |
| ------ | ------------------------- | ------------------- | --------------------- | ------ | ----- | ------- | ------- | ----- | ---------------- | ------ | ------- |
| 2002   | Sauber Petronas           | Sauber C21          | Petronas 3.0 V10      | 16     | −     | −       | −       | −     | −                | 4      | 13.     |
| 2004   | Sauber Petronas           | Sauber C23          | Petronas 3.0 V10      | 18     | −     | −       | −       | −     | −                | 12     | 12.     |
| 2005   | Sauber Petronas           | Sauber C24          | Petronas 3.0 V10      | 18     | −     | −       | −       | −     | −                | 11     | 13.     |
| 2006   | Scuderia Ferrari Marlboro | Ferrari 248 F1      | Ferrari 2.4 V8        | 18     | 2     | 3       | 2       | 3     | 2                | 80     | 3.      |
| 2007   | Scuderia Ferrari Marlboro | Ferrari F2007       | Ferrari 2.4 V8        | 17     | 3     | 4       | 3       | 6     | 6                | 94     | 4.      |
| 2008   | Scuderia Ferrari Marlboro | Ferrari F2008       | Ferrari 2.4 V8        | 18     | 6     | 2       | 2       | 6     | 3                | 97     | 2.      |
| 2009   | Scuderia Ferrari Marlboro | Ferrari F60         | Ferrari 2.4 V8        | 9      | −     | −       | 1       | −     | 1                | 22     | 11.     |
| 2010   | Scuderia Ferrari Marlboro | Ferrari F10         | Ferrari 2.4 V8        | 19     | −     | 2       | 3       | −     | −                | 144    | 6.      |
| 2011   | Scuderia Ferrari Marlboro | Ferrari 150º Italia | Ferrari 2.4 V8        | 19     | −     | −       | −       | −     | 2                | 118    | 6.      |
| 2012   | Scuderia Ferrari          | Ferrari F2012       | Ferrari 2.4 V8        | 20     | −     | 1       | 1       | −     | −                | 122    | 7.      |
| 2013   | Scuderia Ferrari          | Ferrari F138        | Ferrari 2.4 V8        | 19     | −     | −       | 1       | −     | −                | 112    | 8.      |
| 2014   | Williams Martini Racing   | Williams FW36       | Mercedes 1.6 V6 Turbo | 19     | −     | 1       | 2       | 1     | 1                | 134    | 7.      |
| 2015   | Williams Martini Racing   | Williams FW37       | Mercedes 1.6 V6 Turbo | 19     | −     | −       | 2       | −     | −                | 121    | 6.      |
| 2016   | Williams Martini Racing   | Williams FW38       | Mercedes 1.6 V6 Turbo | 21     | −     | −       | −       | −     | −                | 53     | 11.     |
| 2017   | Williams Martini Racing   | Williams FW40       | Mercedes 1.6 V6 Turbo | 19     | −     | −       | −       | −     | −                | 43     | 11.     |
| Gesamt | Gesamt                    | Gesamt              | Gesamt                | 269    | 11    | 13      | 17      | 16    | 15               | 1167   |         |

#### Einzelergebnisse
| Saison | 1   | 2   | 3  | 4   | 5   | 6   | 7   | 8   | 9   | 10  | 11  | 12  | 13  | 14  | 15  | 16  | 17  | 18 | 19  | 20 | 21 |
| ------ | --- | --- | -- | --- | --- | --- | --- | --- | --- | --- | --- | --- | --- | --- | --- | --- | --- | -- | --- | -- | -- |
| 2002   |     |     |    |     |     |     |     |     |     |     |     |     |     |     |     |     |     |    |     |    |    |
| DNF    | 6   | DNF | 8  | 5   | DNF | DNF | 9   | 6   | 9   | DNF | 7   | 7   | DNF | DNF |     | DNF |     |    |     |    |    |
| 2004   |     |     |    |     |     |     |     |     |     |     |     |     |     |     |     |     |     |    |     |    |    |
| DNF    | 8   | 12  | 10 | 9   | 5   | 9   | DNF | DNF | 13  | 9   | 13  | DNF | 4   | 12  | 8   | 9   | 8   |    |     |    |    |
| 2005   |     |     |    |     |     |     |     |     |     |     |     |     |     |     |     |     |     |    |     |    |    |
| 10     | 10  | 7   | 10 | 11* | 9   | 14  | 4   | DNS | DNF | 10  | 8   | 14  | DNF | 9   | 10  | 11  | 10  | 6  |     |    |    |
| 2006   |     |     |    |     |     |     |     |     |     |     |     |     |     |     |     |     |     |    |     |    |    |
| 9      | 5   | DNF | 4  | 3   | 4   | 9   | 5   | 5   | 2   | 3   | 2   | 7   | 1   | 9   | DNF | 2   | 1   |    |     |    |    |
| 2007   |     |     |    |     |     |     |     |     |     |     |     |     |     |     |     |     |     |    |     |    |    |
| 6      | 5   | 1   | 1  | 3   | DSQ | 3   | 2   | 5   | 2   | 13  | 1   | DNF | 2   | 6   | 3   | 2   |     |    |     |    |    |
| 2008   |     |     |    |     |     |     |     |     |     |     |     |     |     |     |     |     |     |    |     |    |    |
| DNF    | DNF | 1   | 2  | 1   | 3   | 5   | 1   | 13  | 3   | 17* | 1   | 1   | 6   | 13  | 7   | 2   | 1   |    |     |    |    |
| 2009   |     |     |    |     |     |     |     |     |     |     |     |     |     |     |     |     |     |    |     |    |    |
| DNF    | 9   | DNF | 14 | 6   | 4   | 6   | 4   | 3   | DNS | INJ | INJ | INJ | INJ | INJ | INJ | INJ |     |    |     |    |    |
| 2010   |     |     |    |     |     |     |     |     |     |     |     |     |     |     |     |     |     |    |     |    |    |
| 2      | 3   | 7   | 9  | 6   | 4   | 7   | 15  | 11  | 15  | 2   | 4   | 4   | 3   | 8   | DNF | 3   | 15  | 10 |     |    |    |
| 2011   |     |     |    |     |     |     |     |     |     |     |     |     |     |     |     |     |     |    |     |    |    |
| 7      | 5   | 6   | 11 | DNF | DNF | 6   | 5   | 5   | 5   | 6   | 8   | 6   | 9   | 7   | 6   | DNF | 5   | 5  |     |    |    |
| 2012   |     |     |    |     |     |     |     |     |     |     |     |     |     |     |     |     |     |    |     |    |    |
| DNF    | 15  | 13  | 9  | 15  | 6   | 10  | 16  | 4   | 12  | 9   | 5   | 4   | 8   | 2   | 4   | 6   | 7   | 4  | 3   |    |    |
| 2013   |     |     |    |     |     |     |     |     |     |     |     |     |     |     |     |     |     |    |     |    |    |
| 4      | 5   | 6   | 15 | 3   | DNF | 8   | 6   | DNF | 8   | 7   | 4   | 6   | 9   | 10  | 4   | 8   | 12  | 7  |     |    |    |
| 2014   |     |     |    |     |     |     |     |     |     |     |     |     |     |     |     |     |     |    |     |    |    |
| DNF    | 7   | 7   | 15 | 13  | 7   | 12* | 4   | DNF | DNF | 5   | 13  | 3   | 5   | 7   | 11  | 4   | 3   | 2  |     |    |    |
| 2015   |     |     |    |     |     |     |     |     |     |     |     |     |     |     |     |     |     |    |     |    |    |
| 4      | 6   | 5   | 10 | 6   | 15  | 6   | 3   | 4   | 12  | 6   | 3   | DNF | 17  | 4   | DNF | 6   | DSQ | 8  |     |    |    |
| 2016   |     |     |    |     |     |     |     |     |     |     |     |     |     |     |     |     |     |    |     |    |    |
| 5      | 8   | 6   | 5  | 8   | 10  | DNF | 10  | 20* | 11  | 18  | DNF | 10  | 9   | 12  | 13  | 9   | 7   | 9  | DNF | 9  |    |
| 2017   |     |     |    |     |     |     |     |     |     |     |     |     |     |     |     |     |     |    |     |    |    |
| 6      | 14  | 6   | 9  | 13  | 9   | DNF | DNF | 9   | 10  | PO  | 8   | 8   | 11  | 9   | 10  | 9   | 11  | 7  | 10  |    |    |

| Legende  | Legende            | Legende                                                          |
| Farbe    | Abkürzung          | Bedeutung                                                        |
| -------- | ------------------ | ---------------------------------------------------------------- |
| Gold     | –                  | Sieg                                                             |
| Silber   | –                  | 2. Platz                                                         |
| Bronze   | –                  | 3. Platz                                                         |
| Grün     | –                  | Platzierung in den Punkten                                       |
| Blau     | –                  | Klassifiziert außerhalb der Punkteränge                          |
| Violett  | DNF                | Rennen nicht beendet (did not finish)                            |
| Violett  | NC                 | nicht klassifiziert (not classified)                             |
| Rot      | DNQ                | nicht qualifiziert (did not qualify)                             |
| Rot      | DNPQ               | in Vorqualifikation gescheitert (did not pre-qualify)            |
| Schwarz  | DSQ                | disqualifiziert (disqualified)                                   |
| Weiß     | DNS                | nicht am Start (did not start)                                   |
| Weiß     | WD                 | zurückgezogen (withdrawn)                                        |
| Hellblau | PO                 | nur am Training teilgenommen (practiced only)                    |
| Hellblau | TD                 | Freitags-Testfahrer (test driver)                                |
| ohne     | DNP                | nicht am Training teilgenommen (did not practice)                |
| ohne     | INJ                | verletzt oder krank (injured)                                    |
| ohne     | EX                 | ausgeschlossen (excluded)                                        |
| ohne     | DNA                | nicht erschienen (did not arrive)                                |
| ohne     | C                  | Rennen abgesagt (cancelled)                                      |
| ohne     | keine WM-Teilnahme |                                                                  |
| sonstige | P/fett             | Pole-Position                                                    |
| sonstige | 1/2/3/4/5/6/7/8    | Punktplatzierung im Sprint-/Qualifikationsrennen                 |
| sonstige | SR/kursiv          | Schnellste Rennrunde                                             |
| sonstige | *                  | nicht im Ziel, aufgrund der zurückgelegten Distanz aber gewertet |
| sonstige | ()                 | Streichresultate                                                 |
| sonstige | unterstrichen      | Führender in der Gesamtwertung                                   |

### Einzelergebnisse in der FIA-Formel-E-Meisterschaft
| Jahr    | Team                   | 1    | 2    | 3   | 4   | 5   | 6   | 7   | 8   | 9   | 10   | 11  | 12   | 13  | 14 | 15 | 16 | Punkte | Rang |
| ------- | ---------------------- | ---- | ---- | --- | --- | --- | --- | --- | --- | --- | ---- | --- | ---- | --- | -- | -- | -- | ------ | ---- |
| 2018/19 | Venturi Formula E Team | DIR  | MAR  | SAN | MEX | HKG | SAY | ROM | PAR | MCO | BER  | BRN | NYC  | NYC |    |    |    | 36     | 15.  |
| 2018/19 | Venturi Formula E Team | °17° | °18° | DNF | 8   | 5   | 10  | DNF | °9° | 3   | °15° | 8   | *16* | 15  |    |    |    | 36     | 15.  |
| 2019/20 | ROKiT Venturi Racing   | DIR  | DIR  | SAN | MEX | MAR | BER | BER | BER | BER | BER  | BER |      |     |    |    |    | 3      | 22.  |
| 2019/20 | ROKiT Venturi Racing   | 12   | 17   | 9   | DNF | 17  | DNF | NC  | 19  | 10  | 13   | 16  |      |     |    |    |    | 3      | 22.  |

| Legende                      | Legende       | Legende                                                                 |
| Farbe                        | Abkürzung     | Bedeutung                                                               |
| ---------------------------- | ------------- | ----------------------------------------------------------------------- |
| Gold                         | —             | Sieger                                                                  |
| Silber                       | —             | 2. Platz                                                                |
| Bronze                       | —             | 3. Platz                                                                |
| Grün                         | —             | Platzierung in den Punkten                                              |
| Blau                         | —             | Klassifiziert außerhalb der Punkteränge                                 |
| Violett                      | DNF           | Rennen nicht beendet                                                    |
| Violett                      | NC            | nicht klassifiziert                                                     |
| Rot                          | DNQ           | nicht qualifiziert                                                      |
| Schwarz                      | DSQ           | disqualifiziert                                                         |
| Weiß                         | DNS           | nicht am Start                                                          |
| Weiß                         | WD            | zurückgezogen                                                           |
| Weiß                         | C             | Rennen abgesagt                                                         |
| Blanko                       |               | nicht teilgenommen                                                      |
| Blanko                       | DNP           | gemeldet, aber nicht teilgenommen                                       |
| Blanko                       | INJ           | verletzt oder krank                                                     |
| Blanko                       | EX            | ausgeschlossen                                                          |
| sonstige Formate und Zeichen | P/fett        | Pole-Position                                                           |
| sonstige Formate und Zeichen | kursiv        | Schnellste Rennrunde (ab 2017/18: Schnellste Rennrunde der ersten Zehn) |
| sonstige Formate und Zeichen | unterstrichen | Führender in der Gesamtwertung                                          |
| sonstige Formate und Zeichen | °             | FanBoost                                                                |
| sonstige Formate und Zeichen | *             | nicht im Ziel, aufgrund der zurückgelegten Distanz aber gewertet        |
| sonstige Formate und Zeichen | ( )           | Streichresultat                                                         |

### Stock Car Brasil
| Saison | Team          | 1    | 2    | 3    | 4    | 5    | 6    | 7    | 8    | 9    | 10   | 11   | 12   | 13   | 14   | 15   | 16   | 17   | 18   | 19   | 20   | 21   | 22   | 23   | 24   | Punkte | Rang |
| ------ | ------------- | ---- | ---- | ---- | ---- | ---- | ---- | ---- | ---- | ---- | ---- | ---- | ---- | ---- | ---- | ---- | ---- | ---- | ---- | ---- | ---- | ---- | ---- | ---- | ---- | ------ | ---- |
| 2021   | Lubrax Podium | GOI1 | GOI2 | INT1 | INT2 | VCA1 | VCA2 | VCA1 | VCA2 | CAS1 | CAS2 | CUR1 | CUR2 | CUR1 | CUR2 | SCZ1 | SCZ2 | VCA1 | VCA2 | VCA1 | VCA2 | GOI1 | GOI2 | INT1 | INT2 | 88     | 24.  |
| 2021   | Lubrax Podium | 25   | 17   | 15   | 7    | DNF  | DNF  | 16   | 15   | 16   | 13   | 15   | 23   | DNF  | 13   | DNF  | 13   | 26   | 20   | DNF  | 20   | 17   | DNF  | 19   | 16   | 88     | 24.  |

Legende:
| Punkte       | Platz | Platz | Platz | Platz | Platz | Platz | Platz | Platz | Platz | Platz | Platz | Platz | Platz | Platz | Platz | Platz | Platz | Platz | Platz | Platz | Platz | Platz |
| Punkte       | 1     | 2     | 3     | 4     | 5     | 6     | 7     | 8     | 9     | 10    | 11    | 12    | 13    | 14    | 15    | 16    | 17    | 18    | 19    | 20    | Pole  |       |
| ------------ | ----- | ----- | ----- | ----- | ----- | ----- | ----- | ----- | ----- | ----- | ----- | ----- | ----- | ----- | ----- | ----- | ----- | ----- | ----- | ----- | ----- | ----- |
| Hauptrennen  | 30    | 26    | 22    | 19    | 17    | 15    | 14    | 13    | 12    | 11    | 10    | 9     | 8     | 7     | 6     | 5     | 4     | 3     | 2     | 1     | 2     | 2     |
| Sprintrennen | 24    | 20    | 18    | 17    | 16    | 15    | 14    | 13    | 12    | 11    | 10    | 9     | 8     | 7     | 6     | 5     | 4     | 3     | 2     | 1     |       |       |